# Tecticeps carinatus
Tecticeps carinatus är en kräftdjursart som beskrevs av Gurjanova 1933C. Tecticeps carinatus ingår i släktet Tecticeps och familjen Tecticipitidae. Inga underarter finns listade i Catalogue of Life.